# ML Malmö Trafik
ML Malmö Trafik AB var ett kommunalt bolag i Malmö kommun som bildades år 1991 vid bolagiseringen av Malmö Lokaltrafik (ML). Bolaget utförde kollektivtrafiken i kommunen på uppdrag av Länstrafiken Malmöhus. Länstrafiken behöll samma busslinjenät som tidigare skapats av ML. 
Tanken med ML Malmö Trafik var att kommunen genom sitt bolag skulle vara med i kommande offentliga och öppna upphandlingar av kollektivtrafik. År 1993 beslutade den dåvarande borgerliga kommunledningen att kollektivtrafiken skulle drivas i entreprenadform omedelbart och inte successivt konkurrensutsättas. En upphandling gjordes av Länstrafiken Malmöhus i vilken en av biförpliktelserna var att överta ML Malmö Trafik AB. Länstrafiken Malmöhus kom därför en kort tid att stå som ägare av ML Malmö Trafik AB. Vinnare av upphandlingen, och därmed också köpare av ML Malmö Trafik AB blev AB Linjebuss. Avtalet började gälla januari 1994.
Efter att ha övertagit busstrafiken sålde AB Linjebuss vid årsskiftet 1994/1995 det tidigare kommunägda bolaget till nya ägare, och detta kom därefter att figurera i samband med skalbolagsaffärer.